# Good Design Award (Japó)
El Good Design Award és un premi de disseny industrial organitzat anualment per l'institut japonès de la promoció al disseny. Aquest premi té els orígens al premi “G-Mark System” creat pel ministeri internacional de comerç i indústria del Japó. S'han atorgat uns 35.000 premis des del 1957.

## Ideals del premi Good Design
- Humanitat : la creativitat que guia la creació de les coses
- Honestetat : l'habilitat que veu la natura de la societat moderna
- Innovació : la visió per a obrir el futur
- Estètica : la imaginació per a evocar una vida i cultura amb riquesa
- Ètica : la cura de modelar la societat i l'entorn

## Galeria dels premis Good Design de l'any 2016
| Categoria                  | Producte         | Empresa                                                    | País          |
| -------------------------- | ---------------- | ---------------------------------------------------------- | ------------- |
| Equips àudio/vídeo         | Controlador MIDI | ROLI Ltd.                                                  | Regne Unit    |
| Equips àudio/vídeo         | Serif TV         | Samsung                                                    | Corea del Sud |
| Equips àudio/vídeo         | Auriculars       | Sony Corporation                                           | Japó          |
| Petits electrodomèstics    | Bateria          | Novars.Inc                                                 | Japó          |
| Instal·lacions domèstiques | Sanitari         | LIXIL Corporation                                          | Japó          |
| Equips de comunicació      | Càmara fotos     | SIGMA CORPORATION                                          | Japó          |
| Eines d'agricultura        | Tractor          | Yanmar Co., Ltd. Arxivat 2014-11-16 a Wayback Machine.     | Japó          |
| Equips de transport        | Autobús          | East Japan Railway Company                                 | Japó          |
| Equips de transport        | Cadira de rodes  | matsunaga manufactory co.,ltd                              | Japó          |
| Equips de transport        | Cadira de rodes  | tess.inc                                                   | Japó          |
| Equips mèdics              | Auto CPAP        | METRAN Co.,Ltd                                             | Japó          |
| Arquitectura               | Aïllador         | Ideal Brain Co., Ltd                                       | Japó          |
| Edificis                   | Apartaments      | ODAKYU ELECTRIC RAILWAY CO.,LTD                            | Japó          |
| Disseny interior           | Biblioteca       | VVG INC.                                                   | Taiwan        |
| Arquitectura               | Parc urbà        | KINTETSU REAL ESTATE Co.,LTD.                              | Japó          |
| Arquitectura               | Sistema divisor  | Voluntary Architects' Network                              | Japó          |
| Publicitat                 | Llibre           | DENTSU INC.                                                | Japó          |
| Robòtica                   | Robot muntable   | Sony Global Education, Inc.                                | Japó          |
| Plataformes socials        | Nous treballs    | Tanpopo-No-Ye Foundation                                   | Japó          |
| Equips de comunicació      | PlayStation VR   | Sony Corporation                                           | Japó          |
| Equipament públic          | Llumanera Led    | Lightoda corporation Arxivat 2017-03-23 a Wayback Machine. | Japó          |

## Altres premis similars
- IF product design award: és un premi de disseny internacional concedit a Alemanya.
- Plus x award: és un premi d'innovació tecnològica internacional concedit a Alemanya.
- DME award: és un premi europeu a la gestió del disseny.
- 'A' Design Award: és un premi mundial de disseny per a arquitectes, artistes i disseny en general.
- Red Dot Design Award: és un premi de disseny internacional concedit a Alemanya.
- Good Design Award (Chicago): és un premi de disseny industrial organitzat anualment pel museu d'arquitectura i disseny de Chicago.
- Premis delta FAD: és un premi de disseny organitzat anualment pel FAD Barcelona.
- Edison Awards: és un premi a la innovació de productes i serveis.